# Mistyfikacja

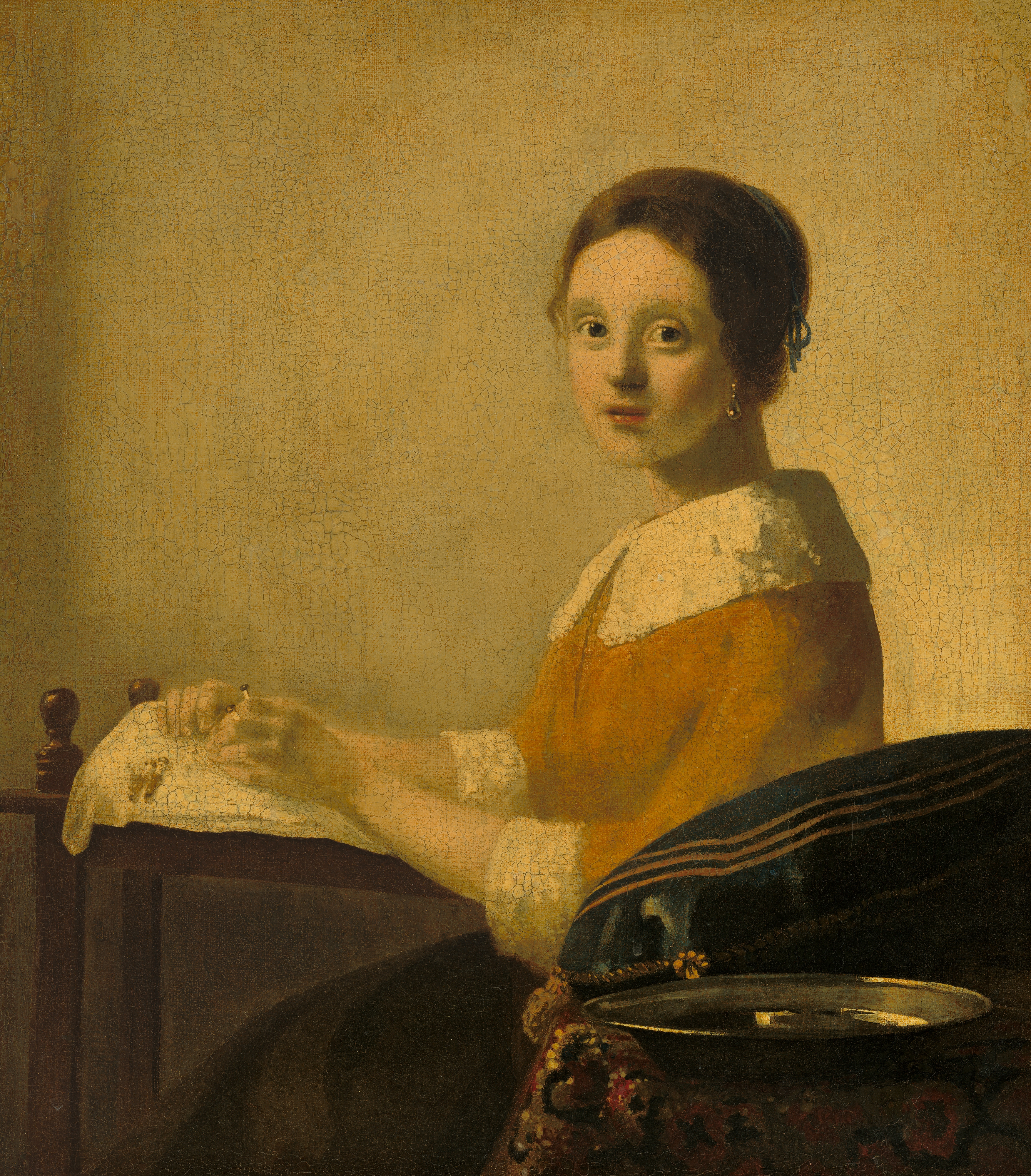
Koronczarka, imitacja Vermeera, National Gallery of Art, Waszyngton, USA

Mistyfikacja (z gr. mystikós „tajemny” od mýstēs „wtajemniczony”) – celowe wprowadzanie w błąd, udawanie kogoś innego, tworzenie pozorów lub aranżowanie fałszywych instytucji, sytuacji.
Skłonność do tworzenia mistyfikacji lub doszukiwania się jej w banalnych sytuacjach może mieć podłoże w zaburzeniach osobowości i w psychozach lub stanowić świadomą intrygę w celu uzyskania korzyści. Formą mistyfikacji są falsyfikaty dzieł sztuki. Udane mistyfikacje i fałszerstwa naukowe nazywa się w języku angielskim słowem hoax. Jest też zwane blagą (z fr. blague w znaczeniu „farsa, żart, zmyślenie często dla efektu”) lub – humbug (z ang. „oszustwo, sprawa oszukańczo rozreklamowana”) albo fałszywką.

## Mistyfikacje w polityce
Mistyfikacjami posługiwała się od wieków polityka, często nadając im charakter prowokacji uzasadniających określone działania dyplomatyczne lub militarne. Współcześnie mistyfikacjami służącymi celom politycznym posługują się służby specjalne, wywiad i kontrwywiad. Do znanych mistyfikacji należy przygotowana przez Ochranę Imperium Rosyjskiego książka Protokoły Mędrców Syjonu mająca wzbudzić w społeczeństwie rosyjskim falę antysemityzmu. Hitlerowską prowokacją mającą uzasadnić agresję na Polskę, były mistyfikacje znane jako Operacja Himmler, m.in. upozorowany atak Polaków na radiostację w Gliwicach.
Mistyfikacja brytyjskiego wywiadu, mająca wprowadzić w błąd państwa Osi co do terminu i miejsca inwazji na Morzu Śródziemnym (Operacji Husky), polegająca na podrzuceniu Abwehrze za pośrednictwem Hiszpanów spreparowanych zwłok brytyjskiego oficera, ze sfabrykowanymi „tajnymi” dokumentami, stała się kanwą powieści i filmu Człowiek, którego nie było.
Teorie spiskowe często określają głośne wydarzenia, zamachy czy katastrofy (np. zamach z 11 września 2001 roku) jako mistyfikacje.

## Mistyfikacje w sztuce
Mistyfikacje w sztuce często wiążą się z fałszerstwami dzieł sztuki. Do najbardziej znanych należy działalność holenderskiego malarza Hana van Meegerena, który w latach 1932–1947 stworzył kilkanaście falsyfikatów mistrzów niderlandzkich, m.in. J. Vermeera, uznanych przez wybitnych rzeczoznawców za oryginały. Inną znaną mistyfikacją były fałszerstwa średniowiecznych fresków wykonane przez Lothara Malskata w katedrze w Szlezwiku. Mistyfikacją są także Pieśni Bilitis. Jedną z najbardziej znanych mistyfikacji w dziedzinie malarstwa w Polsce jest tzw. Kolekcja im. Jana Pawła II.
Sztuka współczesna, zwłaszcza happening i performance, posługują się także mistyfikacjami jako środkiem artystycznym. W Polsce znana jest akcja artystyczna Zuzanny Janin, polegająca na upozorowaniu swego własnego pogrzebu, a także akcje Pomarańczowej Alternatywy.
Pewną formą mistyfikacji artystycznych jest tworzenie przez znanych twórców fikcyjnych alter ego w celu firmowania artystycznej działalności uważanej za komercyjną lub mniej wartościową od zasadniczej drogi artysty.

## Mistyfikacje w nauce
Mistyfikacjami naukowymi określa się wiele eksperymentów, rzekomo udanych, których nie udało się powtórzyć w innych warunkach czy laboratoriach. Często te mistyfikacje dotyczą rzekomego pomyślnego rozwiązania problemów uważanych za niemożliwe do zrealizowania, np. perpetuum mobile, zimna fuzja czy teleportacja. Mistyfikacjami okazało się wiele eksperymentów mających udowodnić prawdziwość niektórych dziedzin paranauki – telekinezy i telepatii. Mistyfikacje naukowe spotykane są też w archeologii i paleontologii.

## Mistyfikacja jednostek ludzkich
Według Theodora Adorno klasą trzymającą media są kapitaliści. Media tworzą zasłonę dymną, która ukrywa rzeczywistość kapitalistyczną oraz działania sektorów gospodarki i władzy politycznej. Media masowe prowadzą do zamilknięcia ludzi i braku krytycznego myślenia, a tym samym mistyfikują działania jednostek ludzkich. Adorno nazywa media masowe anty-Aufklärung (anty-Oświeceniem), „czarnym słońcem nowoczesności”.

## Przykłady głośnych mistyfikacji
- James Macpherson wykreował postać Osjana, podawanego za autora „Pieśni Osjana” – dzieła, które odniosło wielki sukces literacki.
- Czeski pisarz Václav Hanka wraz z kilkoma współpracownikami odnalazł wiele staroczeskich tekstów (zob. rękopis królowodworski i rękopis zielonogórski).
- Rocznik ciechanowski – w 1975 Jerzy Gaczyński twierdził, że odnalazł manuskrypt z XVI w.[6] – jest to najbardziej znana polska mistyfikacja naukowa.
- Powieść oświeceniowa Denisa Diderota „Zakonnica”, wydana po śmierci autora, w 1796 r., napisana w formie listów dziewczyny zamkniętej w klasztorze wbrew swej woli. Listy były przesłane do markiza de Croismare, dobrego znajomego Diderota i miały za zadanie ściągnąć bogatego dobroczyńcę z powrotem do Paryża pod pretekstem udzielenia pomocy zbiegłej zakonnicy.
- „Protokoły Mędrców Syjonu” – antysemicka prowokacja carskiej Ochrany.
- Książka Nikołaja Notowicza „Nieznane życie Jezusa Chrystusa”.
- Oszustwo Pierre’a Plantarda, autora fałszywej historii zakonu Prieuré de Sion (zakon Syjonu).
- Dreadnought hoax – żart Horace’a de Vere Cole’a, mający dowieść Royal Navy, jak łatwo niemieccy szpiedzy mogliby dotrzeć do tajemnic Brytyjczyków.
- Kręgi w zbożu i piktogramy, jakie od lat 80. XX w. pojawiały się w Anglii, potem w innych krajach. Niektóre z tych zjawisk zostały zdemistyfikowane, jako wytworzone za pomocą deski i sznurka; inne nie znalazły wyjaśnienia, co wzmaga przypuszczenia, że są dziełem UFO.
- Pięć fotografii wróżek z Cottingley.
- Wszystko o Miriam – program telewizyjny, w którym uczestników oszukano, co zakończyło się sporami sądowymi.
- Człowiek z Piltdown (Eoanthropus dawsoni), „odnaleziony” w hrabstwie Sussex w 1912 roku przez Charlesa Dawsona; aż do lat 50. XX w. był eksponatem w Muzeum Historii Naturalnej w Londynie. Później okazało się, że Dawson połączył fragment małpiej szczęki z fragmentem ludzkiej czaszki i przedstawił to opinii światowej jako jedno znalezisko.
- Plemię Tasaday na wyspie Mindanao na Filipinach. Filipiński minister Manuel Elizalde „odkrył” w 1971 plemię żyjące w jaskiniach w warunkach z epoki kamiennej. Na mistyfikację tę nabrało się wiele osób (w tym m.in. z National Geographic), co doprowadziło do utworzenia fundacji dla ochrony plemienia Tasaday. Pieniądze z tej fundacji nigdy nie trafiły na cele ochrony tego plemienia, ponieważ – jak się okazało po upadku w 1986 prezydenta Filipin Marcosa – jego członkami byli mieszkańcy pobliskich wiosek zmuszeni przez Elizalda do odgrywania roli jaskiniowców. Ze zdefraudowanymi milionami Manuel Elizalde zbiegł z Filipin jeszcze w 1983.
- Dzienniki Hitlera, 22 kwietnia 1983 niemiecki magazyn ilustrowany Der Stern zapowiedział opublikowanie nieznanych, obszernych pamiętników pisanych osobiście przez Adolfa Hitlera i dotyczących lat 1932–1945. Rzekome pamiętniki zakupione za sumę 9,9 mln marek okazały się fałszerstwem. O jego dokonanie oskarżono reportera Sterna Gerda Heidemanna, oraz fałszerza i rzekomego antykwariusza, Konrada Kujaua (obu skazano na 4 lata więzienia).
- Milli Vanilli – mistyfikacja autorstwa Franka Fariana – opiekuna m.in. grupy Boney M. Milli Vanilli jako jedyny wykonawca w historii musiał zwrócić nagrodę Grammy z 1990.
- Sokal hoax – określenie odnoszące się do wydarzenia z 1996, które polegało na publikacji przez amerykańskiego fizyka Alana Sokala w recenzowanym socjologicznym piśmie naukowym Social Text (Pismo społeczne) pracy pod tytułem „Transgressing the Boundaries: Towards a Transformative Hermeneutics of Quantum Gravity” (dosłownie Transgresja granic: ku transformatywnej hermeneutyce ciążenia kwantowego), będącej parodią tekstów postmodernistycznych, których autorzy swobodnie używali pojęć z zakresu nauk przyrodniczych, nie rozumiejąc ich.
- Zimna fuzja – 29 marca 1989 roku dwóch fizyków Stanley Pons z University of Utah i Martin Fleischmann z Uniwersytetu w Southampton ogłosiło, że wynaleźli prostą metodę wykonania zimnej fuzji atomów deuteru, poprzez prostą elektrolizę ciężkiej wody z użyciem porowatej elektrody palladowej. Po pierwszych entuzjastycznych recenzjach i ogłaszaniu podobnych wyników w innych laboratoriach (w tym w polskiej WAT), dokładne testy przeprowadzone w kilkudziesięciu ośrodkach naukowych na świecie zaprzeczyły tezie, że w takich warunkach istotnie dochodzi do zimnej fuzji.
- Czeski sen – hipermarket, który miał powstać na przedmieściach Pragi, mistyfikacja miała pokazać podatność części społeczeństwa na manipulację przez kampanie reklamowe[7].
- Klonowanie ludzi – w 2004 w Science ukazał się artykuł Hwang Woo-suka z Korei Południowej o skutecznym sklonowaniu 30 embrionów ludzkich. Hwang Woo-suk stał się na ponad rok gwiazdą nauki i koreańskim bohaterem narodowym, a w grudniu 2005 specjalna komisja dowiodła, że badania te były sfałszowane. Zamiast sklonować ludzi Hwang Woo-suk sklonował psa.
- Henryk Batuta – najsłynniejsza mistyfikacja w historii polskiej Wikipedii, zdemaskowana na początku 2006 r.[8]
- Secesja Flandrii – 13 grudnia 2006 belgijska telewizja publiczna RTBF, w czasie najwyższej oglądalności, przekazała fałszywą informację, o secesji Flandrii. Pokazano relację „na żywo” z nowej granicy państwa oraz komentarze zdezorientowanych polityków. Dziennikarze wytłumaczyli mistyfikację chęcią sprowokowania debaty o narastających antagonizmach między północną a południową częścią kraju[9].
- De Grote Donorshow – wyemitowany w holenderskiej telewizji „reality show”, w którym śmiertelnie chora kobieta miała zadecydować, któremu z trzech chorych „uczestników programu” podaruje swoją nerkę. Pomysł emisji tego programu okazał się bardzo kontrowersyjny, protestował zarówno holenderski rząd, jak i Komisja Europejska[10]. Pod koniec programu prezenter Patrick Lodiers oznajmił, że była to mistyfikacja, a „chora na raka” jest aktorką. Według publicznej telewizji BNN, w której zrodziła się koncepcja programu, miał on zwrócić uwagę na problem niedoboru organów do przeszczepów[11].
- Paskuda z Zalewu Zegrzyńskiego – potwór wzorowany na Nessie, wykreowany przez dziennikarzy Lata z Radiem w latach 80. XX w.
- W październiku 2007 dr Tomasz Witkowski, psycholog społeczny, udając nieistniejącą w rzeczywistości psycholożkę z Francji (Renata Aulagnier) opublikował na łamach Charakterów artykuł pt. Wiedza prosto z pola[12]. Artykuł był mistyfikacją podobną do Sokal hoax, a historię tego przedsięwzięcia autor opisał później w artykule „Modne bzdury wciąż modne”[13].
- Neogotycki zamek Juliusza Ozdoba Florkiewicza w Młoszowej (Małopolska) – przykład XIX-wiecznej pseudo obronnej budowli, której sfabrykowano historię sięgającą średniowiecza[14]. W latach 1862–1909 zwiedziło ją ponad 500 osób, które w większości wierzyły w jej zafałszowane, ubarwione licznymi legendami dzieje[15]
- Carlos Castaneda, antropolog amerykański, miał spotkać szamana o imieniu don Juan Matus; był autorem serii kontrowersyjnych książek opisujących koncepcję starożytnej tolteckiej magii, sprzedanych w 8 milionach egzemplarzy i przetłumaczonych na 17 języków.
- Książka Przeżyć z wilkami (Misha: A Mémoire of the Holocaust Years) Mishy Defonseki (właściwie Monique de Wael) opublikowana w 1997, opisująca rzekome wojenne losy autorki w czasie holocaustu. W 2008 wyszło na jaw, że historia ta jest fikcją, a pisarka nie jest Żydówką[16].

## Nieporozumienia związane z mistyfikacjami
Sporym nieporozumieniem było słuchowisko radiowe według opowiadania Herberta George’a Wellsa „Wojna światów” (The War of the Worlds), nadane 31 października 1938 przez rozgłośnię Mercury Theater w USA, wyreżyserowane przez Orsona Wellesa i zagrane tak sugestywnie, że bardzo wielu radiosłuchaczy uwierzyło w najazd Marsjan na ziemski glob, a wielu odbiorców zareagowało nawet histerią. Fikcja literacka została przez słuchaczy wzięta za rzeczywistość, choć nie było to celem autorów słuchowiska (przed słuchowiskiem podano informacje źródłowe o spektaklu, ale większość słuchaczy rozpoczęła słuchanie audycji dopiero po tych zapowiedziach). Można tu mówić raczej o niedocenieniu roli konwencji w odczytywaniu kodu kulturowego, co stało się przestrogą dla innych twórców spektakli oraz przypadkową lekcją fabrykowania mistyfikacji.